# Audenhove-Saint-Géry
Pour les articles homonymes, voir Audenhove et Saint-Géry.
Audenhove-Saint-Géry (Sint-Goriks-Oudenhove en néerlandais) est une section de la ville belge de Zottegem dans le Denderstreek située en Région flamande dans la province de Flandre-Orientale. C'était une commune à part entière avant la fusion des communes de 1971.

## Démographie

### Évolution démographique
- Sources : INS, Rem. : 1831 jusqu'en 1961 = recensements[3].

## Tourisme
La région est adaptée pour les promenades à pied (par exemple sur le sentier de grande randonnée 122) et à vélo avec notamment une compétition annuelle de cyclisme par groupes de trois personnes.

## Galerie

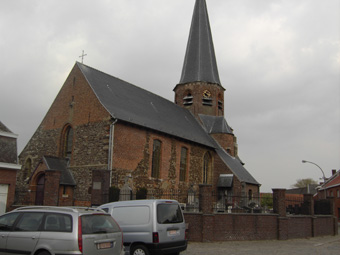
Église Saint-Géry (éléments romans du XIIe siècle).